# Sankt Savas kyrka, Kragujevac
Sankt Savas kyrka (serbisk kyrilliska: Црква Светог Саве; latinska: Crkva Svetog) är en serbisk-ortodox kyrkobyggnad belägen i statsdelen Aerodrom, i staden Kragujevac i den statistiska regionen Šumadija och västra Serbien, i centrala Serbien.
Kyrkan är helgad åt Sankt Sava, som grundade den Serbisk-ortodoxa kyrkan och var dess första ärkebiskop. Den tillhör Šumadijas stift.

## Historik
Sankt Savas kyrka i Kragujevac byggdes enligt ritningar av arkitekt Radoslav Prokić.

## Kyrkan
- Kyrkan är byggd i bysantinsk stil.
- Vid den centrala delen av kyrkans långhus bildas ett kors på golvet.
- Ovanför reser sig den centrala åttakantiga kupolen, där Jesus Kristus pantokrator är avbildad på toppen. Runt om den centrala finns fyra mindre kupoler inklusive klocktornets kupol.
- Kyrkans klocktorn har fyra våningar.

## Händelser
Det finns antecknat att den 8 september 2001 fanns det en ikon i kyrkan föreställande Jesu korsfästelse där det står att det skulle ha kommit ''tårar'' från den. Enligt beslut av biskop Jovan av Šumadija hölls en speciell gudstjänst i kyrkan varje kväll fram till den 27 september samma år.

## Bilder

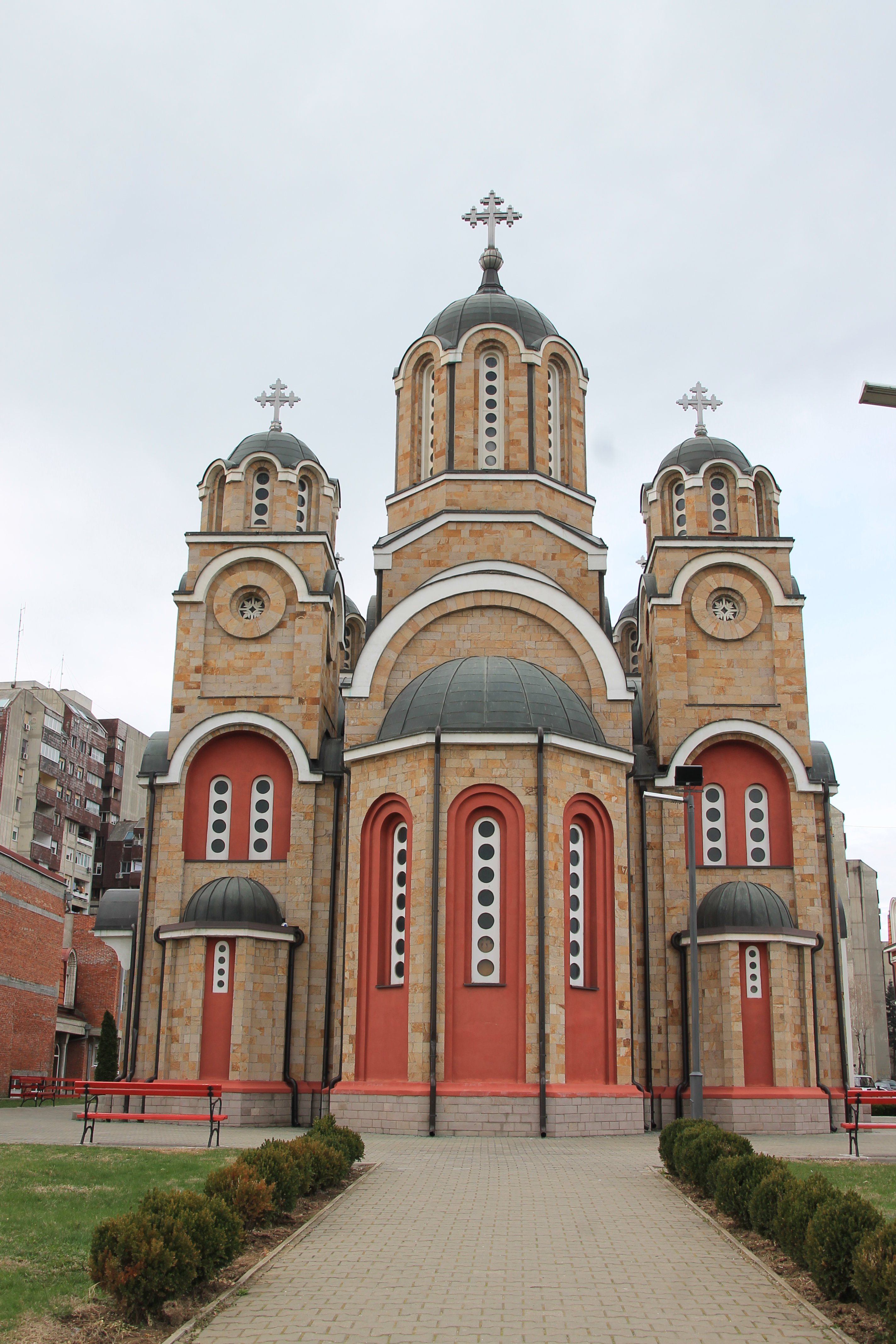
Baksidan.
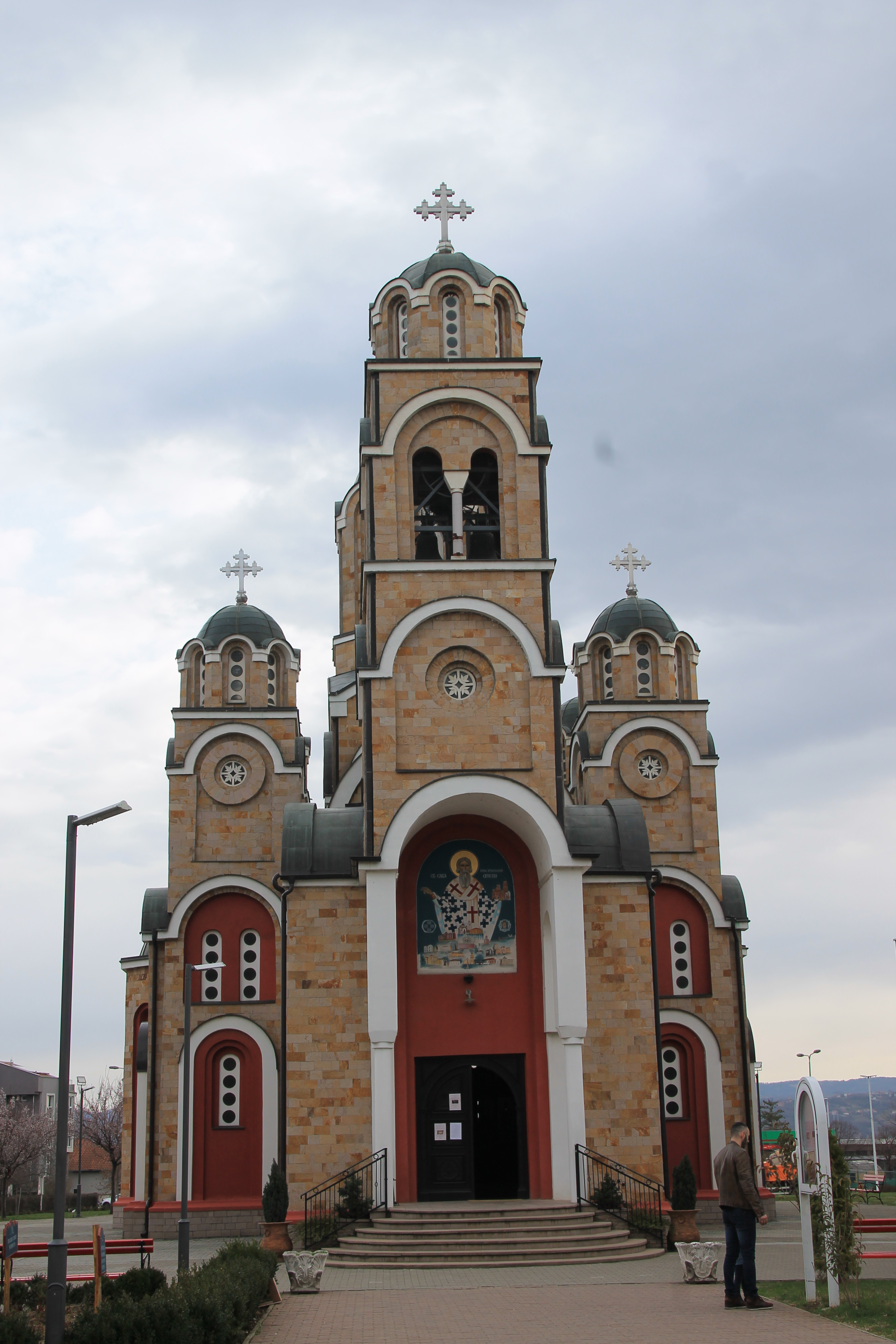
Framsidan.
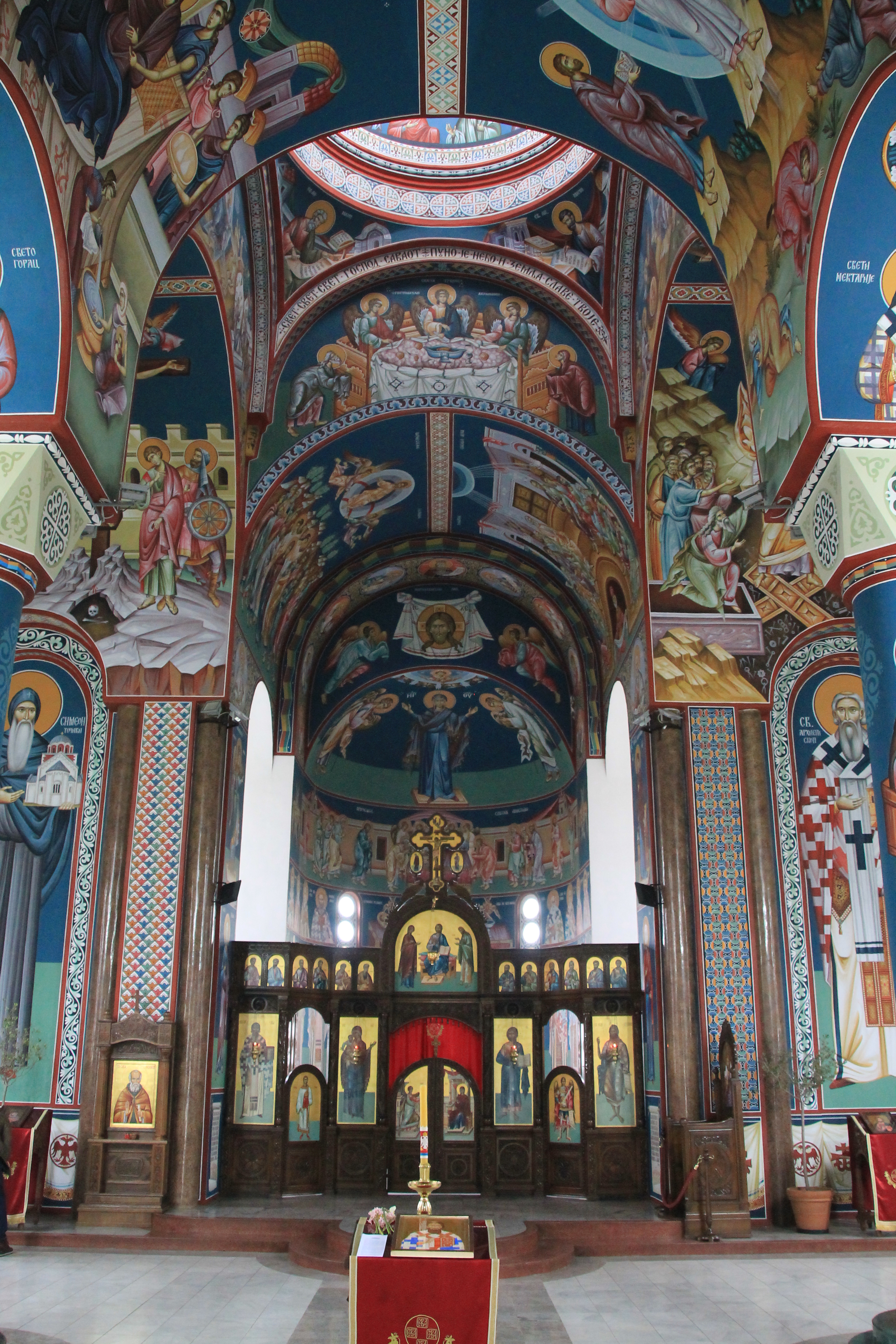
Kyrkans interiör mot ikonostasen.
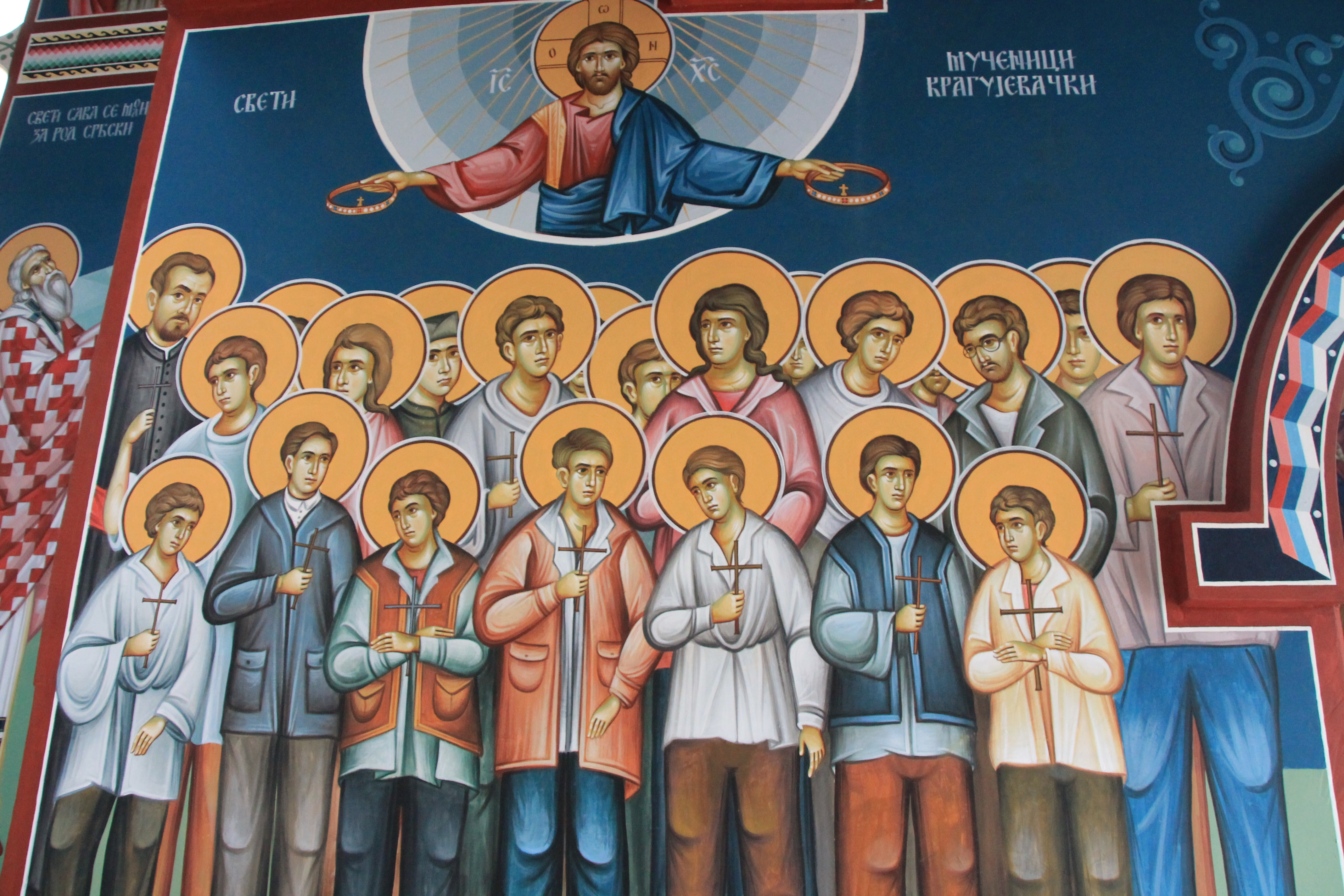
Fresk.